# Керсвил (Вирџинија)
Керсвил (енгл. Carrsville) насељено је место без административног статуса у америчкој савезној држави Вирџинија.

## Демографија
По попису из 2010. године број становника је 359.
| Група             | 2000.    | 2010.       |
| Белци             | 0 (0,0%) | 273 (76,0%) |
| Афроамериканци    | 0 (0,0%) | 79 (22,0%)  |
| Азијати           | 0 (0,0%) | 0 (0,0%)    |
| Хиспаноамериканци | 0 (0,0%) | 7 (1,9%)    |
| Укупно            | 0        | 359         |